# پوستوشکا
شهر پوستوشکا (به روسی: Пустошка) در کشور روسیه و در اوبلاست پسکوف واقع شده‌است.